# Гімнастика на літніх Олімпійських іграх 1996
У програмі змагань з гімнастики на літніх Олімпійських іграх 1996 були дві дисципліни: спортивна гімнастика та художня гімнастика.

## Медалі

### Загальний медальний залік
| Місце   | Країна         | Золото | Срібло | Бронза | Загалом |
| ------- | -------------- | ------ | ------ | ------ | ------- |
| 1       | Україна        | 4      | 1      | 2      | 7       |
| 2       | Росія          | 3      | 3      | 4      | 10      |
| 3       | США            | 2      | 2      | 1      | 5       |
| 4       | Румунія        | 1      | 4      | 5      | 10      |
| 5       | КНР            | 1      | 4      | 1      | 6       |
| 6       | Іспанія        | 1      | 0      | 0      | 1       |
| 6       | Німеччина      | 1      | 0      | 0      | 1       |
| 6       | Греція         | 1      | 0      | 0      | 1       |
| 6       | Італія         | 1      | 0      | 0      | 1       |
| 6       | Швейцарія      | 1      | 0      | 0      | 1       |
| 11      | Болгарія       | 0      | 2      | 0      | 2       |
| 12      | Південна Корея | 0      | 1      | 0      | 1       |
| 12      | Угорщина       | 0      | 1      | 0      | 1       |
| 14      | Білорусь       | 0      | 0      | 4      | 4       |
| Загалом | Загалом        | 16     | 18     | 17     | 51      |

### Спортивна гімнастика

#### Чоловіки
| Дисципліна                    | Золото | Срібло                                                                                         | Бронза |
| ----------------------------- | --- | ---------------------------------------------------------------------------------------------- | --- |
| Командна першість докладніше  | Росія (RUS) Сергій Харьков Микола Крюков Олексій Нємов Євгеній Подгорний Дмитро Труш Дмитро Василенко Олексій Воропаєв | Китай (CHN) Фань Бінь Фань Хунбінь Хуан Хуадун Хуан Ліпін Лі Сяошуан Шень Цзянь Чжан Цзіньцзін | Україна (UKR) Ігор Коробчинський Олег Косяк Григорій Місютін Володимир Шаменко Рустам Шаріпов Олександр Світличний Юрій Єрмаков |
| Абсолютна першість докладніше | Лі Сяошуан · Китай (CHN)                                                                                               | Олексій Нємов · Росія (RUS)                                                                    | Віталій Щербо · Білорусь (BLR)                                                                                                  |
| Вільні вправи докладніше      | Іоанніс Мелісанідіс · Греція (GRE)                                                                                     | Лі Сяошуан · Китай (CHN)                                                                       | Олексій Нємов · Росія (RUS) |
| Кінь докладніше               | Лі Дунхуа · Швейцарія (SUI)                                                                                            | Маріуш Урзіка · Румунія (ROU)                                                                  | Олексій Нємов · Росія (RUS) |
| Кільця докладніше             | Юрій Кекі · Італія (ITA)                                                                                               | Сильвестр Чоллань · Угорщина (HUN)                                                             | медаль не вручали |
| Кільця докладніше             | Юрій Кекі · Італія (ITA)                                                                                               | Дан Бурінке · Румунія (ROU)                                                                    | медаль не вручали |
| Опорний стрибок докладніше    | Олексій Нємов · Росія (RUS)                                                                                            | Йо Хончхоль · Південна Корея (KOR)                                                             | Віталій Щербо · Білорусь (BLR)                                                                                                  |
| Паралельні бруси докладніше   | Рустам Шаріпов · Україна (UKR)                                                                                         | Джер Лінч · США (USA)                                                                          | Віталій Щербо · Білорусь (BLR)                                                                                                  |
| Перекладина докладніше        | Андреас Веккер · Німеччина (GER)                                                                                       | Красимир Дунев · Болгарія (BUL)                                                                | Віталій Щербо · Білорусь (BLR)                                                                                                  |
| Перекладина докладніше        | Андреас Веккер · Німеччина (GER)                                                                                       | Красимир Дунев · Болгарія (BUL)                                                                | Фань Бінь · Китай (CHN) |
| Перекладина докладніше        | Андреас Веккер · Німеччина (GER)                                                                                       | Красимир Дунев · Болгарія (BUL)                                                                | Олексій Нємов · Росія (RUS) |

#### Жінки
| Дисципліна                    | Золото                                                                                             | Срібло | Бронза |
| ----------------------------- | -------------------------------------------------------------------------------------------------- | --- | --- |
| Командна першість докладніше  | США (USA) Аманда Борден Емі Чоу Домінік Доз Шеннон Міллер Домінік Мосеану Джейсі Фелпс Керрі Страг | Росія (RUS) Олена Долгополова Розалія Галієва Олена Грошева Світлана Хоркіна Діна Кочеткова Євгенія Кузнецова Оксана Ляпіна | Румунія (ROU) Сімона Аманар Джина Гогян Йонела Лоаєш Александра Марінеску Лавінія Мілошовіч Мірела Цугурлан |
| Абсолютна першість докладніше | Лілія Подкопаєва · Україна (UKR)                                                                   | Джина Гогян · Румунія (ROU)                                                                                                 | Сімона Аманар · Румунія (ROU)                                                                               |
| Абсолютна першість докладніше | Лілія Подкопаєва · Україна (UKR)                                                                   | Джина Гогян · Румунія (ROU)                                                                                                 | Лавінія Мілошовіч · Румунія (ROU)                                                                           |
| Опорний стрибок докладніше    | Сімона Аманар · Румунія (ROU)                                                                      | Мо Хуейлань · Китай (CHN)                                                                                                   | Джина Гогян · Румунія (ROU)                                                                                 |
| Різновисокі бруси докладніше  | Світлана Хоркіна · Росія (RUS)                                                                     | Бі Веньцзін · Китай (CHN)                                                                                                   | медаль не вручали                                                                                           |
| Різновисокі бруси докладніше  | Світлана Хоркіна · Росія (RUS)                                                                     | Емі Чоу · США (USA) | медаль не вручали                                                                                           |
| Колода докладніше             | Шеннон Міллер · США (USA)                                                                          | Лілія Подкопаєва · Україна (UKR)                                                                                            | Джина Гогян · Румунія (ROU)                                                                                 |
| Вільні вправи докладніше      | Лілія Подкопаєва · Україна (UKR)                                                                   | Сімона Аманар · Румунія (ROU)                                                                                               | Домінік Доз · США (USA)                                                                                     |

### Художня гімнастика
| Дисципліна          | Золото | Срібло                                                                                              | Бронза                                                                                                |
| ------------------- | --- | --------------------------------------------------------------------------------------------------- | --- |
| Групові докладніше  | Іспанія (ESP) Естела Хіменес Марта Бальдо Нурія Кабанільяс Лорена Гурендес Естібаліс Мартінес Таня Ламарка | Болгарія (BUL) Іна Делчева Валентина Кевліян Марія Колева Майя Табакова Івеліна Талева Вяра Ваташка | Росія (RUS) Євгенія Бочкарьова Ірина Дзюба Юлія Іванова Олена Кривошей Ольга Штиренко Ангеліна Юшкова |
| Особисті докладніше | Катерина Серебрянська · Україна (UKR)                                                                      | Яніна Батиршина · Росія (RUS)                                                                       | Олена Вітриченко · Україна (UKR)                                                                      |